# Rhoda Chileshe
Rhoda Chileshe (* 8. Mai 1998) ist eine sambische Fußballspielerin.

## Karriere

### Verein
Chileshe spielt derzeit für die Indeni Roses.

### Nationalmannschaft
Für die sambische A-Nationalmannschaft debütierte sie am 15. November 2022 bei einer 0:1-Freundschaftsspielniederlage gegen Kolumbien. Dort stand sie in der Startelf und wurde zur 57. Minute für Ireen Lungu ausgewechselt. Danach folgte im Jahr 2023 noch ein weiterer Freundschaftsspieleinsatz.
Am 3. Juli 2023 wurde sie zwar nicht für den Kader der Mannschaft bei der Weltmeisterschaft 2023 nominiert, jedoch als Standby notiert.